# Dva světy
Dva světy (v originále Ouistreham) je francouzský hraný film z roku 2021, který režíroval Emmanuel Carrère jako adaptaci povídky Le Quai de Ouistreham od Florence Aubenas, která vyšla v roce 2010. Film měl světovou premiéru dne 7. července 2021 na filmovém festivalu v Cannes v sekci Quinzaine des réalisateurs.

## Děj
Na přelomu padesátých let se spisovatelka Marianne Wincklerová na rok ponořila do světa dočasné a nejisté práce. Nechala se najmout jako uklízečka na trajektech plujících mezi Ouistrehamem a Portsmouthem, aby získala námět pro svou knihu.

## Obsazení
| Juliette Binocheová        | Marianne Winckler |
| Louis-Do de Lencquesaing   | Louis-Do          |
| Charline Bourgeois-Tacquet | Charline          |

## Ocenění
- César: nominace v kategorii nejlepší herečka (Juliette Binocheová)